# Femø
Femø är en dansk ö i skärgården norr om Lolland. Ön är 11,38 kvadratkilometer stor och hade 110 invånare den 1 januari 2020.  Femø tillhör Lollands kommun och har färjeförbindelse med Kragenæs på Lolland. På ön har det sedan 1971 hållits årliga möten för den danska kvinnorörelsen.